# Typhlocarididae
Typhlocarididae é uma família de crustáceos decápodes da infraordem Caridea (camarões). A família é monotípica incluindo apenas o género Typhlocaris, um género camarões cavernícolas cegos, em que todas as espécies são estigobióticas.

## Taxonomia
A família Typhlocarididae contém apenas o género Typhlocaris com 4 espécies extantes conhecidas:
- Typhlocaris ayyaloni Tsurnamal, 2008[1]
- Typhlocaris galilea Calman, 1909[3]
- Typhlocaris lethaea Parisi, 1920
- Typhlocaris salentina Caroli, 1923